# ويليام إس. دارلينغ
ويليام إس. دارلينغ (بالإنجليزية: William S. Darling)‏ هو مصمم إنتاجي أمريكي، ولد في 14 سبتمبر 1882 في Șandra ‏ في رومانيا، وتوفي في 15 سبتمبر 1964 في لاغونا بيتش في الولايات المتحدة.

## وصلات خارجية
- ويليام إس. دارلينغ على موقع IMDb (الإنجليزية)
- ويليام إس. دارلينغ على موقع ألو سيني (الفرنسية)
- ويليام إس. دارلينغ على موقع أول موفي (الإنجليزية)
- ويليام إس. دارلينغ على موقع قاعدة بيانات الأفلام السويدية (السويدية)
- ويليام إس. دارلينغ على موقع قاعدة بيانات الفيلم (الإنجليزية)
- ويليام إس. دارلينغ على موقع كينوبويسك (الروسية)